# 顺风鱼
《顺风鱼》（英語：Shun Pong O）是一部2018年上映的马来西亚爱情喜剧片。

## 简介
一位马来西亚南洋渔村的哈韩少女（陈幸瑜 饰），遇上一位来自韩国的男生（金浩元 饰），一个难以忘怀的浪漫爱情故事即将开始。他们忍不住深深爱上对方，但是艰难的爱情道路上，他们的感情能否永续？